# Kongofloden

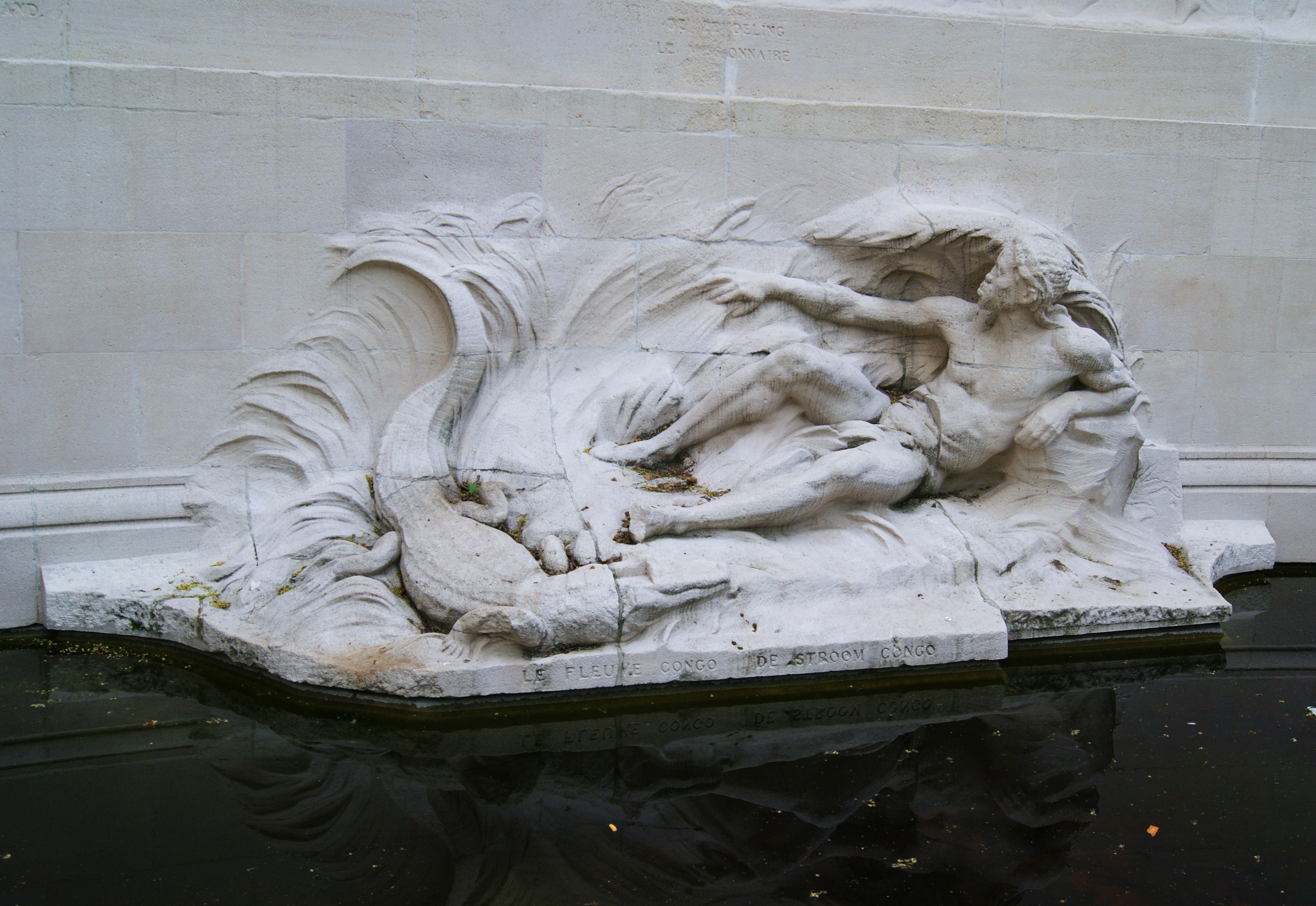
En staty i Parc du Cinquantenaire i Bryssel med motiv från Kongofloden. Kolonin Belgiska Kongo innefattade det mesta av floden.

Kongo eller Kongofloden är Centralafrikas längsta flod, och Afrikas näst längsta efter Nilen, med en total längd på 4 670 kilometer. Floden är världens näst mest vattenrika flod (efter Amazonfloden), samt världens djupaste flod (cirka 225 meter). Kongo och dess bifloder rinner genom världens näst största regnskog och har världens näst största avrinningsområde (båda efter Amazonas).

## Historia
Flodens namn kommer av det medeltida Kongoriket som kontrollerade området kring flodmynningen och den angränsande kusten. Kongos mynning besöktes 1482 av portugisen Diogo Cão, den förste europén som färdades på floden, och 1816 färdades en brittisk expedition så långt uppströms som Isangila. Henry Morton Stanley var den förste europén som färdades längs med hela floden från dess källor. Han kunde 1877 tillkännage för världen att floden Lualaba var Kongoflodens och inte Nilens källa, vilket tidigare antagits.
Floden har gett namn åt en rad senare statsbildningar i området, från Kongofristaten och den efterföljande kolonin Belgiska Kongo och området franska Kongo till de nutida länderna Kongo-Kinshasa och Kongo-Brazzaville. Åren 1971 till 1997 kallades floden Zaïre i dåvarande Republiken Zaire.

## Geografi
Kongoflodens källor finns i Östafrikanska gravsänkesystemets högländer och berg, där Tanganyikasjön och Mwerusjön rinner ut i Lualabafloden. Ibland räknar man Chambeshifloden som ett av Kongoflodens ursprungliga källflöden, och med den inräknad uppgår Kongoflodens totala längd till 4670 km. Lualabafloden flyter norrut och övergår i Kongofloden nedanför Boyomafallen (f.d. Stanleyfallen).
Efter Kisangani, precis norr om Boyomafallen, kröker sig Kongofloden först mot nordväst och sedan gradvis mot sydväst, och passerar vid gränsen mot Kongo-Brazzaville staden Mbandaka där Oubanguifloden (även Ubangifloden) ansluter sig. Längre nedströms, vid de två huvudstäderna Kinshasa och Brazzaville, bildas Malebodammen, varefter floden smalnar av och rinner genom ett antal katarakter i Livingstonefallen, främst Ingafallen där floden faller 96 meter, för att till slut passera Matadi och Boma innan den rinner ut i Atlanten vid den lilla staden Moanda.

## Ekonomisk betydelse
I princip är hela Kongo segelbar och järnväg gör att de tre större vattenfallen kan passeras. Mycket av Centralafrikas handel sker via floden, bland annat med koppar, palmolja, socker, kaffe och bomull.

### Vattenkraft
Floden har också potential som energikälla genom vattenkraftsutbyggnad, då Kongoflodens massiva vattenflöde når upp till 50 000 kubikmeter vatten per sekund under regnsäsongen. Forskare har beräknat att floden skulle kunna stå för 13% av den globala vattenkraftsproduktionen. Detta skulle ge tillräckligt med elektricitet för hela Afrika söder om Sahara.
För tillfället finns ungefär 40 vattenkraftverk i floden. Det största av dem är Ingakraftverket vid Ingafallen nedanför Malebodammen, som täcker de större städernas energibehov. I februari 2006 tillkännagav det sydafrikanska, statligt ägda bolaget Eskom sina planer på att bygga om kraftverket för att höja kapaciteten till 40GW, vilket är dubbelt så mycket som Kinas De tre ravinernas damm. Det råder oro för att dessa projekt skulle kunna leda till att flera fiskarter utrotas.

## Bifloder
- Inkisi (Zadi)
- Nsele (söder om Malebodammen)
- Mai Ndombe

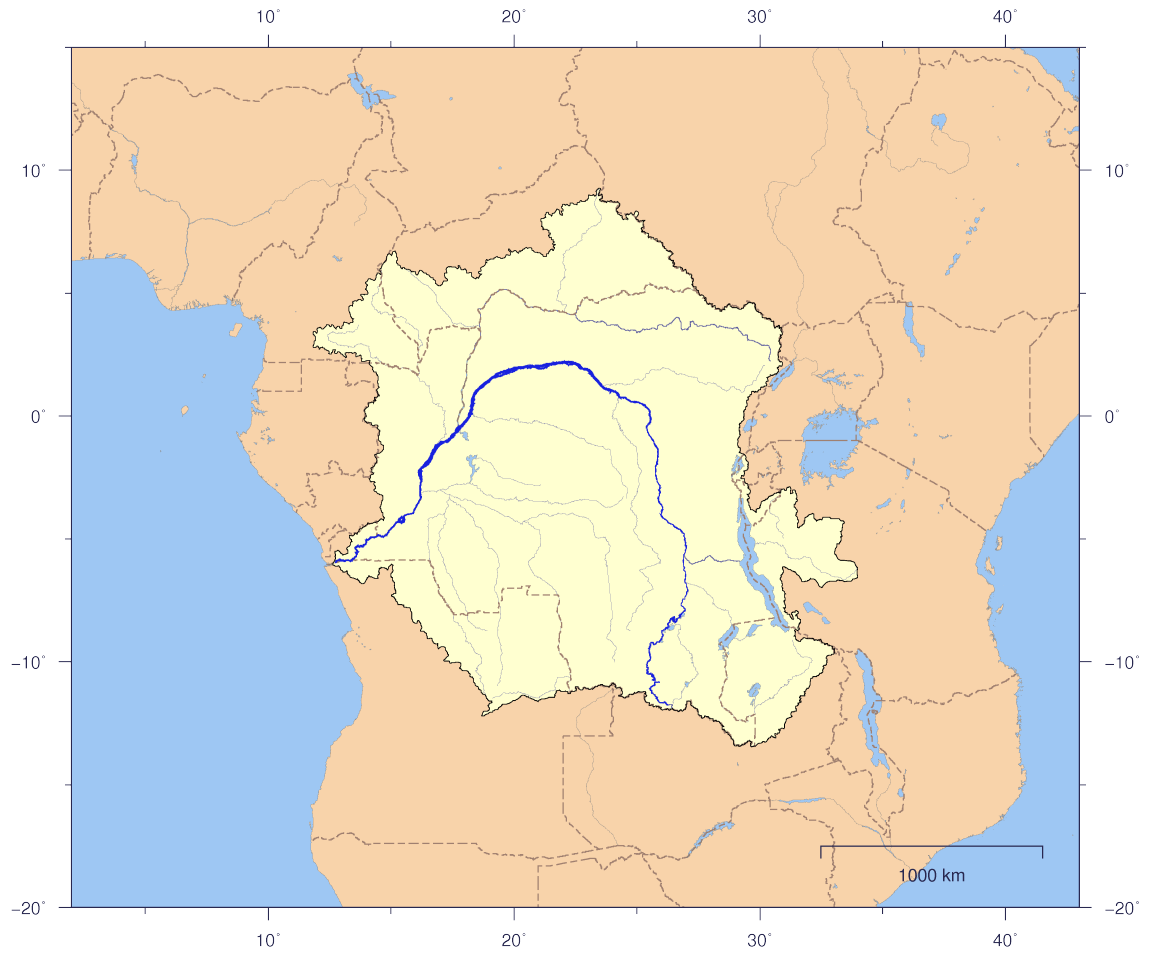
Avrinningsområdet för Kongofloden med landgränser.

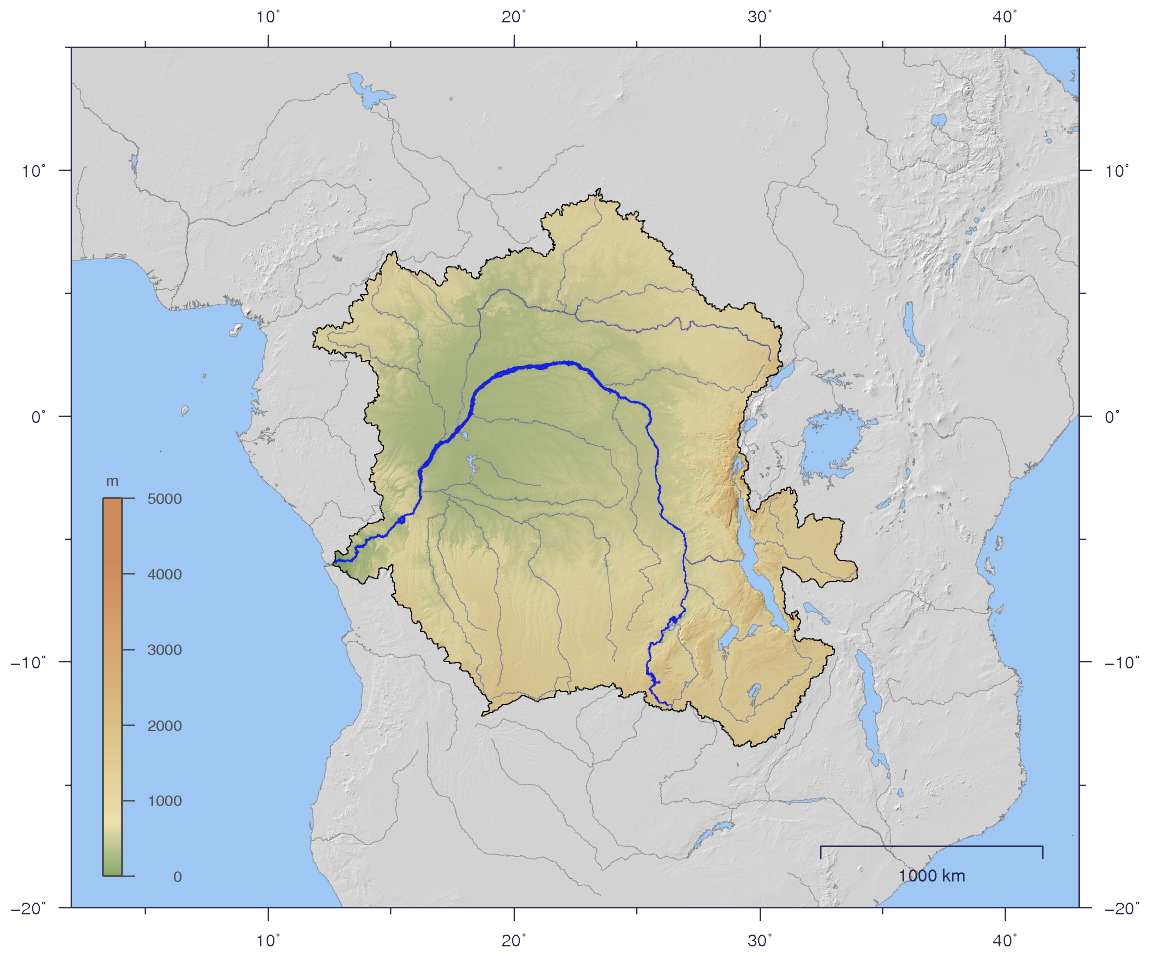
Topografisk karta över Kongoflodens avrinningsområde.

- Kasaï (mellan Fimi och Kongo även kallad Kwa)
  - Fimi
  - Kwango
  - Sankuru
- Likouala-Mossaka
- Sangha
  - Dja
- Oubangui (Ubangi)
  - Ngiri
  - Mbomou
  - Uele
- Ruki
  - Busira
  - Momboyo
- Lulonga
- Mongala
  - Ebola
- Itimbiri
- Aruwimi (Ituri)
- Lomami
- Lindi
- Tshopo
- Lualaba
  - Lowa
  - Ulindi
  - Luama
  - Lukuga
  - Lufira
  - Lubudi
  - Luvua